# 新編世界大音楽全集
『新編 世界大音楽全集』（しんぺんせかいだいおんがくぜんしゅう）は、音楽之友社から刊行された、西洋音楽の楽譜を体系的に収めた叢書である。1989年から始まり、1993年までに合計100巻まで刊行されている。

## 概要
音楽之友社は戦後間もない1955年から1962年にかけて、堀内敬三らを編者として、当時としては最新の校訂の楽譜を載せた叢書である『世界大音楽全集』を刊行した。器楽篇75巻、声楽篇45巻、別冊1巻、計121巻で、いわゆるクラシック音楽を中心とし、世界の民謡や日本の歌曲を少々含む大企画であった。
その後継となるものが『新編 世界大音楽全集』である。旧版との大きな違いは、ほぼ「クラシック音楽」に限定されていることである。「ポピュラー」は「有名な」の意であり、ポップスのことではない。当初は130巻を予定していたが、諸般の事情で第2期までの合計100巻（器楽篇60巻、声楽篇40巻）で企画が中止されている。

## 『新編 世界大音楽全集』一覧
- 器楽編 1 (バッハピアノ曲集 1)
- 器楽編 2 (バッハピアノ曲集 2)
- 器楽編 3 (ハイドンピアノ曲集 1)
- 器楽編 4 (モーツァルトピアノ曲集 1)
- 器楽編 5 (モーツァルトピアノ曲集 2)
- 器楽編 6 (モーツァルトピアノ曲集 3)
- 器楽編 7 (ベートーヴェンピアノ曲集 1)
- 器楽編 8 (ベートーヴェンピアノ曲集 2)
- 器楽編 9 (ベートーヴェンピアノ曲集 3)
- 器楽編 10 (シューベルトピアノ曲集 1)
- 器楽編 11 (メンデルスゾーンピアノ曲集)
- 器楽編 12 (ショパンピアノ曲集 1)
- 器楽編 13 (ショパンピアノ曲集 2)
- 器楽編 14 (ショパンピアノ曲集 3)
- 器楽編 15 (シューマンピアノ曲集 1)
- 器楽編 16 (シューマンピアノ曲集 2)
- 器楽編 17 (リストピアノ曲集 1)
- 器楽編 18 (リストピアノ曲集 2)
- 器楽編 19 (ブラームスピアノ曲集)
- 器楽編 20 (ドビュッシーピアノ曲集 1)
- 器楽編 21 (ポピュラー・ピアノ曲集 1)
- 器楽編 22 (ポピュラー・ピアノ曲集 2)
- 器楽編 23 (オルガン名曲集)
- 器楽編 24 (ヴァイオリン・ソナタ集 1)
- 器楽編 25 (ヴァイオリン・ソナタ集 2)
- 器楽編 26 (ヴァイオリン名曲集 1)
- 器楽編 27 (ヴァイオリン名曲集 2)
- 器楽編 28 (チェロ名曲集 1)
- 器楽編 29 (ギター名曲集 1)
- 器楽編 30 (フルート名曲集 1)
- 器楽編 31 (バッハピアノ曲集 3)
- 器楽編 32 (D.スカルラッティピアノ曲集) - スカルラッティのソナタの多彩な姿を知ることに重点を置き、53曲収めている。解説: 関根敏子。
- 器楽編 33 (バッハの息子たちピアノ曲集)
- 器楽編 34 (ハイドンピアノ曲集 2)
- 器楽編 35 (ベートーヴェンピアノ曲集 4)
- 器楽編 36 (シューベルトピアノ曲集 2)
- 器楽編 37 (ショパンピアノ曲集 4)
- 器楽編 38 (シューマンピアノ曲集 3)
- 器楽編 39 (リストピアノ曲集 3)
- 器楽編 40 (ブラームスピアノ曲集 2)
- 器楽編 41 (フォーレピアノ曲集)
- 器楽編 42 (ショパンピアノ曲集 5)
- 器楽編 43 (スクリャービンピアノ曲集)
- 器楽編 44 (バロック・ピアノ曲集 1)　- 時代的にはルネサンス後期から前古典派をも若干含む舞曲・組曲を収めている。第2巻にプレリュード、フーガ、変奏曲等を扱う予定であったが、頓挫している。解説: 山下道子。
- 器楽編 45 (ロマン派ピアノ曲集)
- 器楽編 46 (フランス・ピアノ曲集 1)
- 器楽編 47 (スペイン・ピアノ曲集)
- 器楽編 48 (ロシア・ピアノ曲集 1)
- 器楽編 49 (ロシア・ピアノ曲集 2)
- 器楽編 50 (東欧・北欧ピアノ曲集)
- 器楽編 51 (ポピュラー・ピアノ曲集 3)
- 器楽編 52 (ピアノ連弾曲集 1)
- 器楽編 53 (オルガン名曲集 2)
- 器楽編 54 (オルガン名曲集 3)
- 器楽編 55 (ヴァイオリン・ソナタ集 3)
- 器楽編 56 (ヴァイオリン・ソナタ集 4)
- 器楽編 57 (チェロ名曲集 2)
- 器楽編 58 (ギター名曲集 2)
- 器楽編 59 (フルート名曲集 2)
- 器楽編 60 (管楽名曲集 1)

- 声楽編 1 (シューベルト歌曲集 1)
- 声楽編 2 (シューベルト歌曲集 2)
- 声楽編 3 (シューベルト歌曲集 3)
- 声楽編 4 (シューマン歌曲集 1)
- 声楽編 5 (シューマン歌曲集 2)
- 声楽編 6 (ブラームス歌曲集 1)
- 声楽編 7 (フォーレ歌曲集 1)
- 声楽編 8 (ヴォルフ歌曲集 1)
- 声楽編 9 (マーラー歌曲集)
- 声楽編 10 (オペレッタ名曲集 1)
- 声楽編 11 (イタリア歌曲集 1)
- 声楽編 12 (イタリア歌曲集 2)
- 声楽編 13 (ポピュラー歌曲集 1)
- 声楽編 14 (ポピュラー歌曲集 2)
- 声楽編 15 (オペラ・アリア集 ソプラノ 1)
- 声楽編 16 (オペラ・アリア集 ソプラノ 2)
- 声楽編 17 (オペラ・アリア集 メッゾ・ソプラノ,アルト)
- 声楽編 18 (オペラ・アリア集 テノール)
- 声楽編 19 (オペラ・アリア集 バス,バリトン)
- 声楽編 20 (オペラ重唱曲集 1)
- 声楽編 21 (モーツァルト歌曲集)
- 声楽編 22 (ベートーヴェン歌曲集)
- 声楽編 23 (シューベルト歌曲集 4)
- 声楽編 24 (ブラームス歌曲集 2)
- 声楽編 25 (フォーレ歌曲集 2)
- 声楽編 26 (ヴォルフ歌曲集 2)
- 声楽編 27 (ドビュッシー歌曲集)
- 声楽編 28 (R.シュトラウス歌曲集)
- 声楽編 29 (イタリア歌曲集 3)
- 声楽編 30 (ドイツ歌曲集)
- 声楽編 31 (フランス歌曲集 1)
- 声楽編 32 (スペイン歌曲集)
- 声楽編 33 (ポピュラー歌曲集 3)
- 声楽編 34 (ポピュラー歌曲集 4)
- 声楽編 35 (オペラ・アリア集 ソプラノ 3)
- 声楽編 36 (オペラ・アリア集 女声編)
- 声楽編 37 (オペラ・アリア集)
- 声楽編 38 (オペラ重唱曲集 2)
- 声楽編 39 (オペラ重唱曲集 3)
- 声楽編 40 (オペレッタ名曲集 2)